# Sofia Konoukh
Sofia Konukh (en russe : Софья Евгеньевна Конух), née le 9 mars 1980 à Tcheliabinsk, est une joueuse de water-polo internationale russe. Elle remporte la médaille de bronze lors Jeux olympiques d'été de 2000 avec l'équipe de Russie.

## Palmarès

### En sélection
- Russie
  - Jeux olympiques :
    - Médaille de bronze : 2000.

  - Championnats du monde :
    - Troisième : 2003, 2007, 2009 et 2011.

  - Championnat d'Europe :
    - Vainqueur : 2006, 2008 et 2010.
    - Finaliste : 1997.
    - Troisième : 1999, 2001 et 2003.